# Байджиев, Ташим Исхакович
Ташим Исхакович Байджиев, (1909—1952) — советский киргизский писатель, просветитель, литературовед, критик, драматург, учёный-филолог, манасовед. Член союза писателей СССР (с 1936).

## Биография
Родился в 1909 году в селе Тенгизбай в Прииссыккулье (ныне — Ак-Суйский район, Иссык-Кульская область, Кыргызстан). Рано лишился отца.
Окончив школу, в 1927 г. поступил в Киргизский педагогический техникум. С 1931 — инспектор Народного комиссариата просвещения, позже директор Гульчинского детского дома, завуч Джалал-Абадского педагогического училища.
Занимался организацией первых школ на юге Киргизии, создал (в соавторстве с З. Бектеновым) первые учебники по киргизской литературе и языку, первый орфографический словарь киргизского языка.
С 1936 по 1940 обучался на русском отделении филологического факультета Киргизского педагогического института (ныне Киргизский национальный университет имени Жусупа Баласагына), во время учёбы по идеологическим мотивам отчислялся из института, но был восстановлен.
С 1940 по 1942 и с 1944 по 1949 — заведующий сектором фольклора и эпоса «Манас» в Институте языка, литературы и истории Киргизского филиала Академии наук СССР.
В 1942 назначается проректором Пржевальского учительского института, но вскоре ушёл на фронт. Участник Великой Отечественной войны, принимал участие в боевых действиях, в 1944 из-за тяжёлого ранения, демобилизован из армии.
С 1949 по 1950 работал преподавателем Киргизского государственного пединститута.
Активный член литературного кружка «Кызыл учкун» («Красная искра»), объединявшего первых киргизских писателей и послужившего основой для организации Союза писателей Киргизстана.
В 1950 по обвинению в «буржуазном национализме» был арестован, приговорён к 10 годам лишения свободы и заключён в Песчаный исправительно-трудовой лагерь (Карагандинская область).
В 1952 скончался от истощения организма и инфаркта миокарда. В 1955 — полностью реабилитирован.

## Творческая и научная деятельность
Творческая деятельность Т. Байджиева началась в 20-е годы XX века. Им были напечатаны рассказы и повести «Кто ты?», «Друг», «Хитрый умер», «Борьба», «У речки» в первой на киргизском языке газете «Свободные горы» («Эркин-Тоо»), «Красный Киргизстан» («Кызыл Кыргызстан»), в журнале «Атака» («Чабуул»).
В 1930—1940-е годы активно занимался литературоведением, языкознанием и критикой.
Ташим Байджиев — один из основоположников киргизской профессиональной прозы и драматургии, автор первых учебников по киргизскому языку и литературе, переводчик произведений русской классики, исследователь фольклора.
Подготовил к изданию и переводу на русский язык трилогию «Манас», вместе с Зыяшем Бектеновым составил учебник по киргизскому фольклору и эпосу «Манас».
Занимался также драматургией. Его комедии ставились на сценах театров республики. В 1944 в журнале «Советтик Кыргызстан» была опубликована его пьеса «Жигиттер» («Джигиты»), написанная на фронте и посвящённая Великой Отечественной войне. На сцене Киргизского драмтеатра шли пьесы «Любовь Яровая». А. Тренева и «Бесприданница» А. Островского, которые перевёл на киргизский язык Т. Байджиев. Им переведены также произведения И. Тургенева, Л. Толстого, Д. Фурманова, А. Фадеева и других.
Отец известного киргизского драматурга, народного писателя Кыргызстана, бывшего депутата постсоветского парламента Кыргызстана Мара Байджиева.